# كيمولوس
كيمولوس (باليونانية: Κίμωλος)‏ أو سيمولوس (باللاتينية: Cimolus)‏ هي جزيرة يونانية في بحر إيجه. تقع في الجنوب الغربي من مجموعة جزيرة كيكلادس، بالقرب من جزيرة ميلوس الأكبر منها. كيمولوس هي المركز الإداري لبلدية كيمولوس، والتي تشمل أيضًا جزر بوليايغوس غير المأهولة، وأجيوس إفستاثيوس وأجيوس جورجيوس. تبلغ مساحة الجزيرة 36 كيلومتر مربع (13.900 ميل2) ، في حين أن مساحة أرض البلدية 53.251 كيلومتر مربع (20.560 ميل2)، وفي تعداد عام 2011 كان عدد سكانها 910 نسمة.

## التاريخ
كيمولوس هي جزيرة لها سجلات تاريخية غنية. وفقًا للتقاليد، سميت باسم كيمولوس، أول سكان الجزيرة. إخينوسا Echinousa هو أيضًا اسم مسجل للجزيرة خلال العصور القديمة، ربما بسبب ثعبان إيخيدنا (أفعى)، الشائع حتى اليوم في الجزيرة. منذ العصر القديم، كانت ساحة معركة بين أثينا القديمة، حاكمة الجزيرة، واسبارطة، حاكمة ميلوس. في العصور الوسطى كان يعرف باسم أرجنتييرا (باليونانية: Αρτζεντιέρα)‏ أي الأراضي الفضية بسبب الأراضي الصخرية الفضية لساحلها الجنوبي. منذ تلك الأوقات، قدمت هذه الأراضي الصخرية طين كيمولوس أو الطين الكيمولي الذي كان سلعة تجارية قيمة مما جعل الجزيرة مركزًا تجاريًا رئيسيًا. حكمتها الإمبراطورية العثمانية حتى عام 1829 ، عندما تم ضمها من قبل الدولة اليونانية جنبا إلى جنب مع بقية كيكلادس.

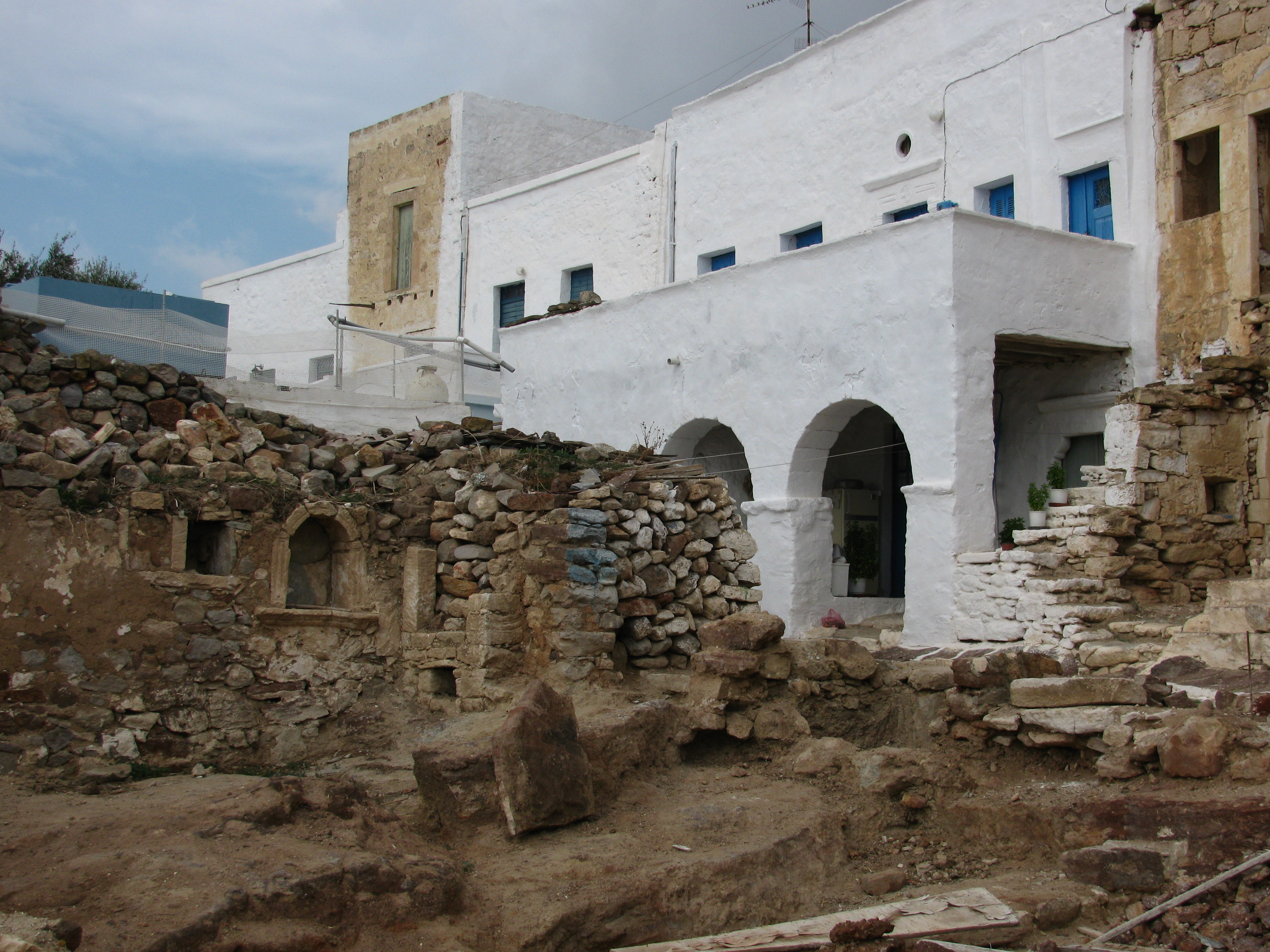
داخل قلعة من العصور الوسطى

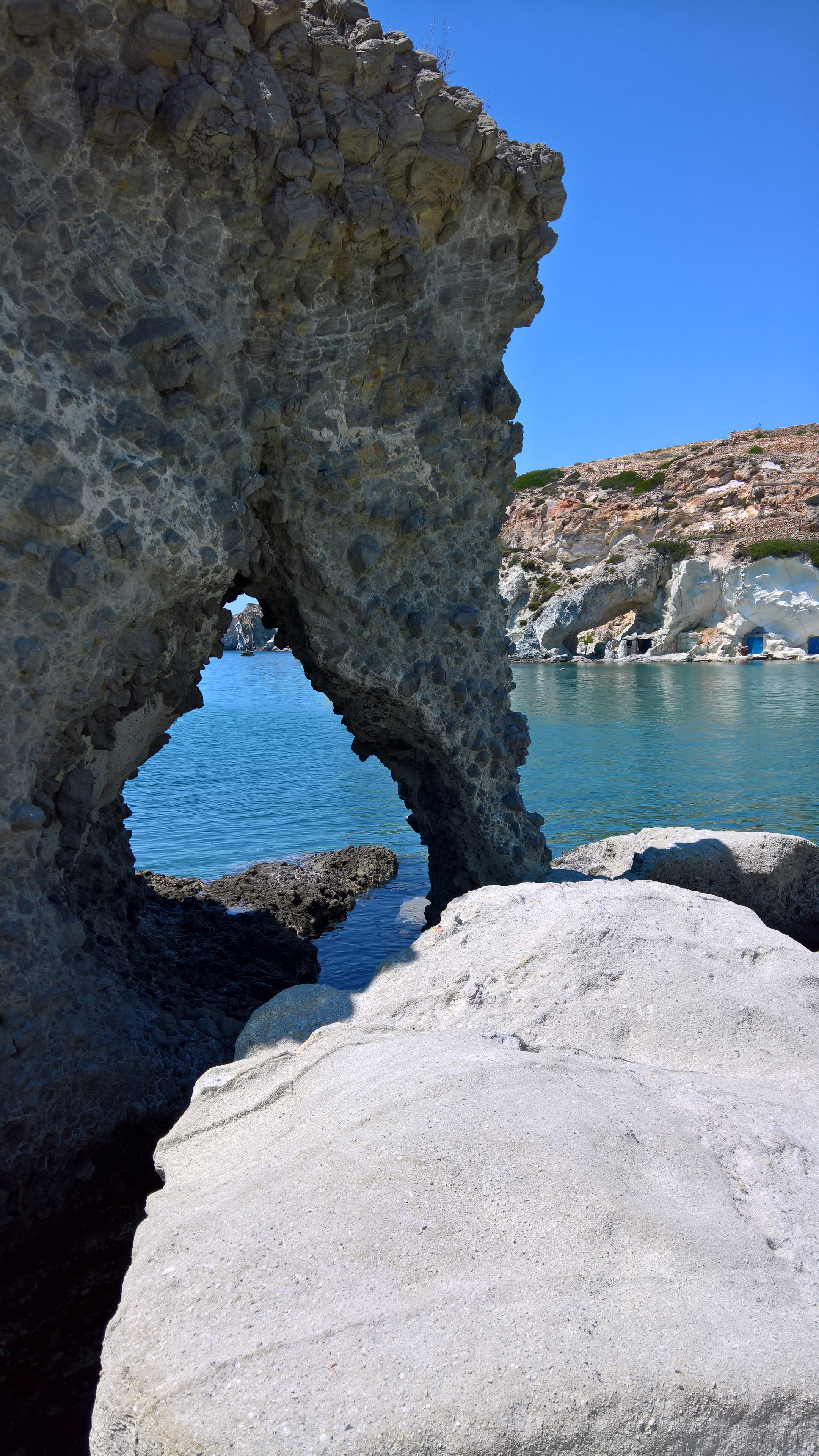

## روابط خارجية
- الموقع الرسمي لبلدية كيمولوس
- كيمولوس دليل السفر
- منظر لكيمولوس من ميلوس